# Сент Ендрюс (футбольний клуб)
ФК «Сент Ендрюс» (мальт. Saint Andrews Football Club) — мальтійський футбольний клуб з міста Сент Ендрюс, заснований у 1968 році як «Люксоль Сент Ендрюс». Виступає у Прем'єр-лізі. Домашні матчі приймає на стадіоні «Люксоль», потужністю 800 глядачів.